# Йоша Вагноман
Йоша Мамаду Карабуе Вагноман (нім. Josha Mamadou Karaboue Vagnoman, нар. 11 грудня 2000, Гамбург) — німецький футболіст івуарійського походження, захисник клубу «Штутгарт».

## Клубна кар'єра
Народився в сім'ї івуарійця і німкені. Вихованець клубу «Гамбург» з однойменного рідного міста.
У 2018 році Йоша був включений в заявку основної команди. 10 березня в матчі проти «Баварії» (0:6) він дебютував в Бундеслізі. Перед початком сезону 2018/19, який команда розпочала у Другій Бундеслізі, Вангноман продовжив контракт з клубом до 30 червня 2021 року. У квітні 2020 року «Гамбург» достроково продовжив контракт з футболістом до червня 2024 року.

## Кар'єра в збірній
Виступав за юнацькі збірні Німеччини різних вікових категорій. У 2017 році у складі збірної Німеччини до 17 років взяв участь в юнацькому чемпіонаті світу в Індії. На турнірі він зіграв в матчах проти команд Гвінеї, Колумбії і Бразилії, дійшовши до чвертьфіналу турніру.
Згодом з молодіжною збірною Німеччини поїхав на молодіжний чемпіонат Європи 2021 року в Угорщині та Словенії, де зіграв у чотирьох іграх і здобув з командою золоті нагороди.

## Досягнення
- Володар Кубка Німеччини (1):

«Штутгарт»: 2024-25
Збірні
- Чемпіон Європи (U-21): 2021
- Срібна медаль Фріца Вальтера (U19): 2019[10]